# Schaatsen op de Olympische Winterspelen 1956

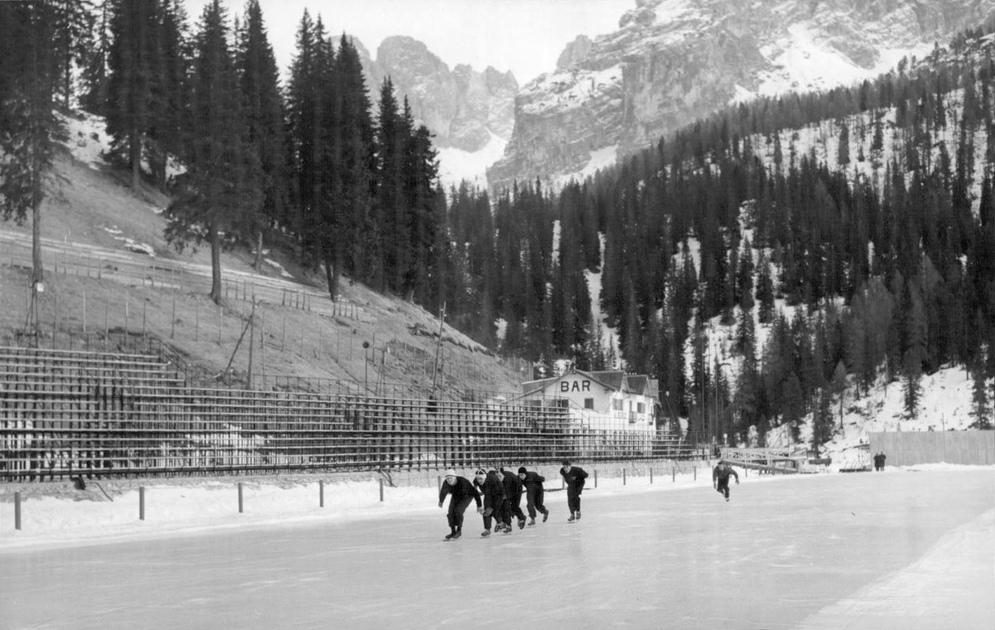
Groep schaatsers traint op 17 januari op de Olympische baan. bron: Svenska Dagbladet

Schaatsen is een van de sporten die beoefend werden tijdens de Olympische Winterspelen 1956 in Cortina d'Ampezzo, Italië. De schaatswedstrijden vonden plaats op het meer van Misurina. Het was de laatste editie waar alleen de mannen aan deelnamen, in 1960 zouden de vrouwen bij het olympisch schaatsen debuteren.

## Mannen

### 500 m
| Rang   | Sporter(s)      | Land | Tijd | Verschil |
| ------ | --------------- | ---- | ---- | -------- |
| Goud   | Jevgeni Grisjin | URS  | 40,2 | =WR      |
| Zilver | Rafael Gratsj   | URS  | 40,8 | + 0,7    |
| Brons  | Alv Gjestvang   | NOR  | 41,0 | + 0,8    |
| 4      | Joeri Sergejev  | URS  | 41,1 | + 0,9    |
| 5      | Toivo Salonen   | FIN  | 41,7 | + 1,5    |
| 6      | Bill Carow      | USA  | 41,8 | + 1,6    |
| 7      | Colin Hickey    | AUS  | 41,9 | + 1,7    |
| 7      | Pelle Malmsten  | SWE  | 41,9 | + 1,7    |
|        |                 |      |      |          |
| 22     | Gerard Maarse   | NED  | 43,1 | + 2,9    |
| 37     | Kees Broekman   | NED  | 44,2 | + 4,0    |
| 43     | Wim de Graaff   | NED  | 44,9 | + 4,7    |

### 1500 m
| Rang  | Sporter(s)         | Land | Tijd   | Verschil |
| ----- | ------------------ | ---- | ------ | -------- |
| Goud  | Jevgeni Grisjin    | URS  | 2:08,6 | WR       |
| Goud  | Joeri Michajlov    | URS  | 2:08,6 | =WR      |
| Brons | Toivo Salonen      | FIN  | 2:09,4 | + 0,8    |
| 4     | Juhani Järvinen    | FIN  | 2:09,7 | + 1,1    |
| 5     | Robert Merkoelov   | URS  | 2:10,3 | + 1,7    |
| 6     | Sigvard Ericsson   | SWE  | 2:11,0 | + 2,4    |
| 7     | Colin Hickey       | AUS  | 2:11,8 | + 3,2    |
| 8     | Boris Sjilkov      | URS  | 2:11,9 | + 3,3    |
|       |                    |      |        |          |
| 11    | Wim de Graaff      | NED  | 2:13,1 | + 4,5    |
| 11    | Gerard Maarse      | NED  | 2:13,1 | + 4,5    |
| 14    | Kees Broekman      | NED  | 2:13,2 | + 4,6    |
| 49    | Nico Olsthoorn     | NED  | 2:22,6 | + 14,0   |
|       | Pierre Huylebroeck | BEL  | DNF    |          |

### 5000 m
| Rang   | Sporter(s)        | Land | Tijd   | Verschil |
| ------ | ----------------- | ---- | ------ | -------- |
| Goud   | Boris Sjilkov     | URS  | 7:48,7 | OR       |
| Zilver | Sigvard Ericsson  | SWE  | 7:56,7 | + 8,0    |
| Brons  | Oleg Gontsjarenko | URS  | 7:57,5 | + 8,8    |
| 4      | Kees Broekman     | NED  | 8:00,2 | + 11,5   |
| 4      | Wim de Graaff     | NED  | 8:00,2 | + 11,5   |
| 6      | Roald Aas         | NOR  | 8:01,6 | + 12,9   |
| 7      | Olle Dahlberg     | SWE  | 8:01,8 | + 13,1   |
| 8      | Knut Johannesen   | NOR  | 8:02,3 | + 13,6   |
|        |                   |      |        |          |
| 18     | Gerard Maarse     | NED  | 8:11,1 | + 22,4   |
| 24     | Jeen van den Berg | NED  | 8:19,1 | + 30,4   |

### 10.000 m
| Rang   | Sporter(s)          | Land | Tijd    | Verschil |
| ------ | ------------------- | ---- | ------- | -------- |
| Goud   | Sigvard Ericsson    | SWE  | 16:35,9 | OR       |
| Zilver | Knut Johannesen     | NOR  | 16:36,9 | + 1,0    |
| Brons  | Oleg Gontsjarenko   | URS  | 16:42,3 | + 6,4    |
| 4      | Sverre Haugli       | NOR  | 16:48,7 | + 12,8   |
| 5      | Kees Broekman       | NED  | 16:51,2 | + 15,3   |
| 6      | Hjalmar Andersen    | NOR  | 16:52,6 | + 16,7   |
| 7      | Boris Jakimov       | URS  | 16:59,7 | + 23,8   |
| 8      | Olle Dahlberg       | SWE  | 17:01,3 | + 25,4   |
|        |                     |      |         |          |
| 18     | Wim de Graaff       | NED  | 17:21,6 | + 45,7   |
| 25     | Egbert van 't Oever | NED  | 17:37,7 | + 1:01,8 |

## Medaillespiegel
| Plaats | Land        | NOC    | Goud | Zilver | Brons | Totaal |
| ------ | ----------- | ------ | ---- | ------ | ----- | ------ |
| 1      | Sovjet-Unie | URS    | 4    | 1      | 2     | 7      |
| 2      | Zweden      | SWE    | 1    | 1      | 0     | 2      |
| 3      | Noorwegen   | NOR    | 0    | 1      | 1     | 2      |
| 4      | Finland     | FIN    | 0    | 0      | 1     | 1      |
| Totaal | Totaal      | Totaal | 5    | 3      | 4     | 12     |

Chamonix 1924 · 
St. Moritz 1928 · 
Lake Placid 1932 · 
Garmisch-Partenkirchen 1936 · 
St. Moritz 1948 · 
Oslo 1952 · 
Cortina d'Ampezzo 1956 · 
Squaw Valley 1960 · 
Innsbruck 1964 · 
Grenoble 1968 · 
Sapporo 1972 · 
Innsbruck 1976 · 
Lake Placid 1980 · 
Sarajevo 1984 · 
Calgary 1988 · 
Albertville 1992 · 
Lillehammer 1994 · 
Nagano 1998 · 
Salt Lake City 2002 · 
Turijn 2006 · 
Vancouver 2010 · 
Sotsji 2014 · 
Pyeongchang 2018 · 
Peking 2022 · 
Milaan 2026
Lijst van olympische medaillewinnaars
Alpineskiën · Bobsleeën · Kunstrijden · Langlaufen · Noordse combinatie · Schaatsen · Schansspringen · IJshockey